# Yvonne Jourjon
Yvonne Jourjon (Besançon, 1899 – Ivry-sur-Seine, 4 settembre 1985) è stata una paracadutista e aviatrice francese civile e militare.

## Biografia

### Formazione e brevetti (1924-1935)
Ha iniziato la sua carriera come paracadutista dopo avere conseguito il brevetto nel 1924 e, nel 1933 il brevetto di pilota d'aereo. Fu istruttrice di volo all'aeroclub di Saint-Cyr. Pilotò un Caudron C.270 Luciole, col quale formò diversi piloti fra i quali il conte Jean de Pange che sarebbe poi stato pilota di collegamento Polikarpov U-2 col reggimento Normandie-Niémen in URSS.

### I record
Il 24 settembre 1934 conquistò il record femminile di altitudine raggiungendo 4 990 m (16 370 ft) come copilota di Madeleine Charnaux su un Miles Hawk, equipaggiato con un motore de Havilland Gipsy III da 105 hp (78 kW). Il record fu superato da Marthe de Lacombe (5 632 m (18 478 ft)) con un Morane-Saulnier MS.341.
Nel 1935 si classificò quarta alla coppa Hélène Boucher e vinse la "Douze heures d'Angers" con Marthe De Lacombe. Nel 1937 infine conquistò il record d'altitudine femminile su aerei leggeri su Farman "Moustique".

### Carriera militare
Grazie all'iniziativa di Charles Tillon di formare una squadra di aviatrici, la Jourjon seguì un addestramento alla base di Châteauroux e in seguito alla Kasbah Tadla in Marocco con il grado di sottotenente e conseguì il brevetto di pilota militare.
L'iniziativa di Tillon ebbe fine insieme al suo mandato l'11 luglio 1946 con l'avvento del governo presieduto da Félix Gouin e alle pilote furono offerti incarichi di ufficio. Yvonne Jourjon non accettò e avrebbe continuato a gareggiare ma senza conquistare altri record.
Nel 1970 alla Jourjon fu assegnato dalla Fédération aéronautique internationale il diploma Paul Tissandier che ricompensa gli aviatori e le aviatrici che hanno contribuito in maniera importante alla causa aeronautica. Contava 3 700 ore di volo.
Ad Avrillé in Vandea le è stata dedicata una strada,